# Hjärtblad

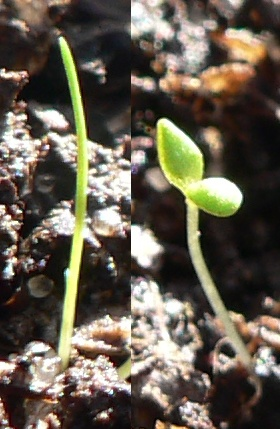
De två typerna av hjärtblad.
Till vänster en enhjärtbladig växt, till höger en tvåhjärtbladig.

Hjärtbladet är det första bladet som utvecklas ur grodden. Barrträd har upp till 24 hjärtblad som sitter som en krans runt stilken. De är nålformade liksom de vuxna barren. Detta antal har reducerats under evolutionens gång. Det ledde till exempel till att de tidiga blomväxterna var tvåhjärtbladiga. Ytterligare reduktion av antalet hjärtblad har gett upphov till de enhjärtbladiga växterna. 

## Uppkomst
Hjärtbladen formas i fröet redan innan växten har släppt iväg det. Hjärtbladet är alltså en del av den nya växtens fosterutveckling. Hos de enhjärtbladiga växterna är hjärtbladet parallellnervigt och liknar de vuxna växternas blad. Hos tvåhjärtbladiga växter är hjärtbladet enklare och gärna avrundat i formen, och är ofta helt olika de senare bladen.

## Bygdemål
Hjärtblad är också ett folkligt namn på slåtterblomma, Parnassia palustris L.